# Jochen Waldmann
Jochen Waldmann (* 22. Juni 1937 in Arnstadt) ist ein deutscher Journalist und Moderator.

## Leben
Waldmann wurde im Land Thüringen geboren. Nach dem Abitur begann Waldmann ein Volontariat bei der Fränkischen Presse in Bayreuth. 1978 wurde er Korrespondent der ARD in Buenos Aires (Argentinien) und später in Genf (Schweiz). Von 1992 bis 1998 war er Redaktionsleiter und Moderator des Politmagazins Report Baden-Baden (SWF). Danach wurde er Korrespondent in Madrid (Spanien). Er ist verheiratet und hat zwei Kinder.

## Auszeichnungen
- 1972: Bambi
- 1978: Christophorus-Preis